# Cantón de Toulouse-6
El cantón de Toulouse-6 es una división administrativa francesa, situada en el departamento de Alto Garona y la región de Mediodía-Pirineos.

## Composición
El cantón de Toulouse-6 incluye la parte de la ciudad formada por los barrios:
- Bonnefoy
- Jolimont
- Le Raisin
- Les Mazades
- Les Minimes
- Marengo
- Négreneys
- Periole